# 彰化縣田中鎮新民國民小學
彰化縣田中鎮新民國民小學（英語：Shin-Min Primary School，縮寫SMPS），簡稱新民國小，位於台灣彰化縣田中鎮的一所縣立國民小學，學區範圍包括沙崙、新民、梅州三里全部，目前設有普通班20班，資源班1班。

## 校史
彰化縣田中鎮新民國小是在2003年2月，彰化縣政府核定新民國小正式成立。基地北側緊鄰田中鎮外環道路線道150現中正路，東側臨八堡二圳灌溉水渠，西側公館路為新開發住宅區之主要道路，主要提供學校南側及西側住宅區學齡兒童就讀，且降低舊市區田中國小班級人數校地總面積為1.972公頃，由黃俊勳籌備並為創校首任校長，創校總務主任為黃駿淋主任，建築師為姜靜樂，第一期工程興建普通教室 24間 、行政及專科教室 10間 ，校園設施一式。2004年8月正式招生，招收一至三年級學生。2006年4月完成二期興建特殊教室 8間 ，行政及專科教室的間 ，藝文中心1棟。

## 校刊
校刊新民采風在2007年12月21日創刊，每年出版兩期。

## 特色
音樂教學為新民國小重視的項目，成立之初，2010年弦樂團正式上課，有45位團員，固定在每周四中午上課，2011年長笛團成立，之後也成立古箏社團。多年來學生在弦樂的學習上持續努力，也連續參加多年彰化市長盃比賽，並進而參加彰化縣音樂比賽。

## 校園景觀
校內建築以綠建築理念設計，2016年於埕彩繪3D壁畫，以變色龍、貓頭鷹與小狗作為藝術創作主題。 2019年9月啟用校園社區共讀站及創意遊戲場，以「樹木與光影」為主軸，提供學生及社區民眾閱讀空間，在校園南側打造青蛙溜滑梯、攀爬場、田埂步道形式的平衡木。

## 歷任校長
以下資料來自《田中鎮志》與彰化學校資料平台：
| 姓名   | 任期      | 備註   |
| ------ | --------- | ------ |
| 黃俊勳 | 2003-2011 | 第一任 |
| 黃信君 | 2011-2015 | 第二任 |
| 鄧仕文 | 2015-2019 | 第三任 |
| 楊巽斐 | 2019-2022 | 第四任 |
| 黃懷萱 | 2022-迄今 | 第五任 |